# Charles Dempsey
Charles John „Charlie“ Dempsey, CBE (* 4. März 1921 in Maryhill, Glasgow; † 24. Juni 2008 in Auckland) war ein neuseeländischer Fußballfunktionär schottischer Abstammung.
Dempsey wanderte 1952 nach Neuseeland aus. Ab 1964 war er beim neuseeländischen Fußballverband in führender Position tätig. 1982 wurde er Präsident des Ozeanischen Fußballverbandes und 1996 Mitglied des FIFA-Exekutivkomitees. 1982 erreichte das Nationalteam Neuseelands in Spanien erstmals die Endrunde einer Fußball-Weltmeisterschaft. 1999 holte er die Endrunde der U17-WM nach Neuseeland. 1982 wurde Dempsey wegen seiner Verdienste um den Fußball zum Commander of the Order of the British Empire in Neuseeland ernannt. 2004 wurde er mit dem Verdienstorden der FIFA ausgezeichnet. 
International bekannt wurde Dempsey im Jahr 2000. Als Mitglied des FIFA-Exekutivkomitees enthielt er sich trotz Anweisungen seines Verbandes der Stimme, die er eigentlich für den südafrikanischen Bewerber hätte abgeben sollen. Dempsey favorisierte hingegen die deutsche Bewerbung. Er habe sich aus verschiedenen Gründen unter Druck gesetzt gefühlt; was Dempsey tatsächlich zur Enthaltung der Stimme bewogen hatte, blieb umstritten. In einem seiner wenigen Interviews danach sprach er von „Druck durch einflussreiche europäische Interessensgruppen“, als entscheidenden Grund gab er an: „Den Hauptausschlag für meine Entscheidung gab, dass im Kreis meiner Kollegen getuschelt wurde, ich würde Geld von der Delegation Südafrikas nehmen. Dem wollte ich mit der Enthaltung entgegentreten.“ Auch ein Fax der Satire-Zeitschrift Titanic, in dem Dempsey Schwarzwälder Schinken und eine Kuckucksuhr in Aussicht gestellt wurden, sollte er für Deutschland stimmen, könnte seine Entscheidung beeinflusst haben (siehe Wie Titanic einmal die Fußball-WM 2006 nach Deutschland holte). Nach der Wahl wurde er vor allem aus Afrika hart kritisiert, Südafrikas Vertreter Irvin Khoza sprach sogar von Betrug. Kurz nach der Wahl trat Dempsey zwei Jahre vor Ablauf der Wahlperiode zurück. 2008 starb er nach kurzer schwerer Krankheit.